# Amphicnaeia cordigera
Amphicnaeia cordigera là một loài bọ cánh cứng trong họ Cerambycidae.